# Harald Victorin
Henric Harald Victorin, född 14 november 1889 i Kristbergs socken, Östergötlands län, död 8 september 1960 i Danderyd, var en svensk författare, översättare och filmregissör.
Victorin var även kapten vid kustartilleriet och tjänsteman vid Kungliga Flygförvaltningen. 
Pseudonym: Jonas Saarinen.
Victorin tillhörde den första styrelsen för Sveriges författarfond (se Bokutredningen). Han är begravd på Norra begravningsplatsen utanför Stockholm.

## Filmer
- 1944 – Med älven mot havet
- 1947 – Det vänliga fjället

## Priser och utmärkelser
- 1953 – Tidningen Vi:s litteraturpris